# انتقام (فیلم ۱۹۹۹)
انتقام (به انگلیسی: Out in Fifty) یک فیلم مستقل آمریکایی در ژانر اکشن و جنایی و درام محصول سال ۱۹۹۹ به کارگردانی و نویسندگی بوجس کریستوفر و اسکات لیت با بازی میکی رورک، بوجس کریستوفر و اسکات لیت است. فیلم داستان یک محکوم سابق اصلاح‌شده که وارد یک مثلث عشقی می‌شود را در یک نقشه قتل برای انتقام، تبدیل به قربانی می‌شود را دنبال می‌کند.

## داستان
ری فرای (اسکات لیت) به‌طور تصادفی یک زن منحرف اهل لس آنجلسی را در حالی که با او عشق بازی می‌کند، می‌کشد. حالا شوهر انتقام‌جو او، یک پلیس معتاد (میکی رورک)، منتظر است که وقتی فرای از زندان بیرون می‌آید از او انتقام همسراش را بگیرد.